# Galeus schultzi
Galeus schultzi és una espècie de peix de la família dels esciliorrínids i de l'ordre dels carcariniformes.

## Morfologia
- Les femelles poden assolir 30 cm de longitud total.[1][2]

## Hàbitat
És un peix marí que viu entre 329-431 m de fondària.

## Distribució geogràfica
Es troba a les Filipines.